# Deuxième circonscription de la Polynésie française
La deuxième circonscription de la Polynésie française est l'une des trois circonscriptions législatives françaises que compte la Polynésie française, collectivité d’outre-mer (code 987) actuellement régie par l'article 9 de la loi organique n°2010-1487 du 7 décembre 2010 (modifiant l'ordonnance no 2009-935 du 29 juillet 2009 ayant créé le découpage actuel de la Polynésie française) entrée en vigueur pour les élections législatives de 2012.
Elle est représentée à l'Assemblée nationale, lors de la XVe législature de la Cinquième République, par Nicole Sanquer, députée élue en 2017 sous l'étiquette divers droite avec le soutien du Tapura huiraatira, de l'UDI et des Républicains. Elle siège au sein du groupe UDI et indépendants.

## Description géographique et démographique

### Limites initiales
La deuxième circonscription de la Polynésie française est délimitée par le découpage électoral de la loi no 86-1197 du 24 novembre 1986
. Elle regroupe les divisions administratives suivantes : communes d'Anaa, Arue, Arutua, Fakarava, Fangatau, Fatu Hiva, Gambier, Hao, Hikueru, Hitiaa O Te Ra, Hiva Oa, Mahina, Makemo, Manihi, Napuka, Nuku Hiva, Nukutavake, Papara, Pirae, Puka Puka, Rangiroa, Tahuata, Taiarapu-Est, Taiarapu-Ouest, Takaroa, Tatakoto, Teva I Uta, Tureia, Ua Huka et Ua Pou.

### Changements en 2012
Depuis 2012, les communes de Paea, Raivavae, Rapa, Rimatara, Rurutu et Tubuai font partie la deuxième circonscription de la Polynésie française, tandis que les communes de Faaa et celles des îles Sous-le-Vent (Bora-Bora, Huahine, Maupiti, Punaauia, Tahaa, Taputapuatea, Tumaraa et Uturoa) font désormais partie de la nouvellement créée troisième circonscription de la Polynésie française (loi du 21 janvier 2010, modifiée par la loi du 7 décembre 2010). Seules deux communes (Moorea-Maiao et Papeete) restent dans la nouvelle première circonscription réaménagée avec les autres archipels à l'Est de la Polynésie française.
La deuxième circonscription comprend depuis 2012 les communes de Hitiaa O Te Ra, Mahina, Paea, Papara, Raivavae, Rapa, Rimatara, Rurutu, Taiarapu-Est, Taiarapu-Ouest, Teva I Uta et Tubuai.

## Historique des députations
| Législature | Début de mandat | Fin de mandat    | N°  | Député                         | Parti politique     | Observations |
| VIème       | 3 avril 1978    | 22 mai 1981      | 1   | Gaston Flosse,                 | Tahoeraa huiraatira | Circonscription crée à partir de la Circonscription de la Polynésie française. Mandat écourté à la suite d'une dissolution parlementaire décidée par le président de la République François Mitterrand |
| VIIème      | 2 juillet 1981  | 1er janvier 1982 | 1   | Gaston Flosse,                 | Tahoeraa huiraatira | Mandat écourté à la suite d'une démission |
| VIIème      | 30 août 1982    | 1er avril 1986   | 2   | Tutaha Salmon                  | Tahoeraa huiraatira | |
| VIIIème     | 2 avril 1986    | 14 mai 1988      |     | Aucun                          | Aucun               | Proportionnelle par département, pas de député par circonscription. Mandat écourté à la suite d'une dissolution parlementaire décidée par le président de la République François Mitterrand. Gaston Flosse est élu député pour le troisième fois mais il n'est de fait pas associé a cette circonscription |
| IXème       | 26 juin 1988    | 1er avril 1993   | 3   | Émile Vernaudon,               | Non inscrit,        | |
| Xème        | 2 avril 1993    | 21 avril 1997    | (1) | Gaston Flosse                  | RPR                 | Mandat écourté à la suite d'une dissolution parlementaire décidée par le président de la République Jacques Chirac. |
| XIème       | 12 juin 1997    | 18 juin 2002     | (3) | Émile Vernaudon                | RPR                 | |
| XIIème      | 19 juin 2002    | 19 juin 2007     | 4   | Béatrice Vernaudon-Coppenrath, | UMP,                | |
| XIIIème     | 20 juin 2007    | 19 juin 2012     | 5   | Bruno Sandras,                 | UMP,                | |
| XIVème      | 20 juin 2012    | 20 juin 2017     | 6   | Jonas Tahuaitu                 | Tahoeraa huiraatira | |
| XVème       | 21 juin 2017    | 21 juin 2022     | 7   | Nicole Sanquer                 | Tapura huiraatira   | |
| XVIème      | 22 juin 2022    | 9 juin 2024      | 8   | Steve Chailloux                | Tavini              | |

## Historique des élections

### Élections de 1978
|                | Gaston Flosse élu | RPR (Tahoeraa)  | 8 619  | 51,51  |  |  |  |
|                | Maco Tevane       | UDF (Here ai'a) | 6 669  | 39,86  |  |  |  |
|                | Jacqui Drollet    | PS              | 1 017  | 6,08   |  |  |  |
|                | Tapu              | Divers gauche   | 427    | 2,55   |  |  |  |
|                |                   |                 |        |        |  |  |  |
| Inscrits       | Inscrits          | Inscrits        | 24 469 | 100,00 |  |  |  |
| Abstentions    |                   |                 |        |        |  |  |  |
| Votants        |                   |                 |        |        |  |  |  |
| Blancs et nuls |                   |                 |        |        |  |  |  |
| Exprimés       | Exprimés          | Exprimés        | 16 732 |        |  |  |  |

Le suppléant de Gaston Flosse était Frédérick Tutaha Salmon, maire de Taiarapu-Est.

### Élections de 1981
|                | Gaston Flosse sortant réélu | RPR (Tahoeraa)           | 8 528  | 56,63  |  |  |  |
|                | Jacqui Drollet              | Ia mana                  | 2 575  | 17,10  |  |  |  |
|                | André Porlier               | UDF (Here ai'a)          | 1 529  | 10,15  |  |  |  |
|                | John Tefatua-Vaiho          | Divers gauche (MSDP)     | 1 410  | 9,36   |  |  |  |
|                | Jean Vognin                 | Divers droite (Taatiraa) | 538    | 3,57   |  |  |  |
|                | Edmond Gnanapragassam       | Divers gauche (FTPM)     | 268    | 1,78   |  |  |  |
|                | M. Matada                   | Divers gauche            | 135    | 0,90   |  |  |  |
|                | Marcel J. Manuel            | Divers centre            | 75     | 0,50   |  |  |  |
|                |                             |                          |        |        |  |  |  |
| Inscrits       | Inscrits                    | Inscrits                 | 26 154 | 100,00 |  |  |  |
| Abstentions    | Abstentions                 | Abstentions              | 10 913 | 41,73  |  |  |  |
| Votants        | Votants                     | Votants                  | 15 241 | 58,27  |  |  |  |
| Blancs et nuls | Blancs et nuls              | Blancs et nuls           | 183    | 1,2    |  |  |  |
| Exprimés       | Exprimés                    | Exprimés                 | 15 058 | 98,8   |  |  |  |

### Élections de 1988
| Candidat       | Candidat            | Parti                            | Premier tour | Premier tour | Second tour | Second tour |  |
| Candidat       | Candidat            | Parti                            | Voix         | %            | Voix        | %           |  |
| -------------- | ------------------- | -------------------------------- | ------------ | ------------ | ----------- | ----------- |  |
|                | Émile Vernaudon élu | Divers gauche (Maj. prés.)       | 11 837       | 48,78        | 13 931      | 50,72       |  |
|                | Gaston Flosse       | Divers droite (URC)              | 11 415       | 47,05        | 13 536      | 49,28       |  |
|                | James Salmon        | Régionaliste (Tavini huiraatira) | 1 012        | 4,17         |             |             |  |
|                |                     |                                  |              |              |             |             |  |
| Inscrits       | Inscrits            | Inscrits                         | 43 856       | 100,00       | 43 826      | 100,00      |  |
| Abstentions    | Abstentions         | Abstentions                      | 19 131       | 43,62        | 15 932      | 36,35       |  |
| Votants        | Votants             | Votants                          | 24 725       | 56,38        | 27 894      | 63,65       |  |
| Blancs et nuls | Blancs et nuls      | Blancs et nuls                   | 461          | 1,86         | 427         | 1,53        |  |
| Exprimés       | Exprimés            | Exprimés                         | 24 264       | 98,14        | 27 467      | 98,47       |  |

Le suppléant d'Émile Vernaudon était Riquet Marère, conseiller-maire de Rangiroa.

### Élections de 1993
|                | Gaston Flosse élu       | RPR (UPF)                  | 15 776 | 50,13  |  |  |  |
|                | Émile Vernaudon sortant | Divers gauche (Maj. prés.) | 8 519  | 27,07  |  |  |  |
|                | James Salmon            | Divers                     | 4 657  | 14,8   |  |  |  |
|                | Jean-Paul Théron        | Divers                     | 1 515  | 4,81   |  |  |  |
|                | Emmanuel Nauta          | Divers                     | 596    | 1,89   |  |  |  |
|                | Jean-Charles Tekuataoa  | Divers                     | 405    | 1,29   |  |  |  |
|                |                         |                            |        |        |  |  |  |
| Inscrits       | Inscrits                | Inscrits                   | 46 209 | 100,00 |  |  |  |
| Abstentions    | Abstentions             | Abstentions                | 14 200 | 30,73  |  |  |  |
| Votants        | Votants                 | Votants                    | 32 009 | 69,27  |  |  |  |
| Blancs et nuls | Blancs et nuls          | Blancs et nuls             | 541    | 1,69   |  |  |  |
| Exprimés       | Exprimés                | Exprimés                   | 31 468 | 98,31  |  |  |  |

### Élections de 1997
|                | Émile Vernaudon élu | Divers droite  | 20 121 | 58,87  |  |  |  |
|                | James Salmon        | Divers         | 8 088  | 23,67  |  |  |  |
|                | Boris Léontieff     | Divers droite  | 5 573  | 16,31  |  |  |  |
|                | Nathalie Moua       | FN             | 394    | 1,15   |  |  |  |
|                | Emmanuel Nauta      | Divers         | 0      | 0      |  |  |  |
|                |                     |                |        |        |  |  |  |
| Inscrits       | Inscrits            | Inscrits       | 53 040 | 100,00 |  |  |  |
| Abstentions    | Abstentions         | Abstentions    | 18 246 | 34,4   |  |  |  |
| Votants        | Votants             | Votants        | 34 794 | 65,6   |  |  |  |
| Blancs et nuls | Blancs et nuls      | Blancs et nuls | 618    | 1,78   |  |  |  |
| Exprimés       | Exprimés            | Exprimés       | 34 176 | 98,22  |  |  |  |

Le suppléant d'Émile Vernaudon était Édouard Fritch.

### Élections de 2002
|                | Béatrice Vernaudon-Coppenrath élue | UMP            | 21 227 | 56,36  |  |  |  |
|                | Arsen Tuairau                      | Divers droite  | 9 442  | 25,07  |  |  |  |
|                | Émile Vernaudon sortant            | Divers gauche  | 6 994  | 18,57  |  |  |  |
|                |                                    |                |        |        |  |  |  |
| Inscrits       | Inscrits                           | Inscrits       | 65 659 | 100,00 |  |  |  |
| Abstentions    | Abstentions                        | Abstentions    | 27 427 | 41,77  |  |  |  |
| Votants        | Votants                            | Votants        | 38 232 | 58,23  |  |  |  |
| Blancs et nuls | Blancs et nuls                     | Blancs et nuls | 569    | 1,49   |  |  |  |
| Exprimés       | Exprimés                           | Exprimés       | 37 663 | 98,51  |  |  |  |

Le suppléant de Béatrice Vernaudon-Coppenrath était Édouard Fritch.

### Élections de 2007
| Candidat       | Candidat                   | Parti                     | Premier tour | Premier tour | Second tour | Second tour |  |
| Candidat       | Candidat                   | Parti                     | Voix         | %            | Voix        | %           |  |
| -------------- | -------------------------- | ------------------------- | ------------ | ------------ | ----------- | ----------- |  |
|                | Bruno Sandras élu          | UMP                       | 14 352       | 36,98        | 24 707      | 56,94       |  |
|                | Pierre Aroarii Frebault    | UPLD                      | 11 538       | 29,73        | 18 688      | 43,06       |  |
|                | Béatrice Vernaudon sortant | Divers droite             | 8 746        | 22,53        |             |             |  |
|                | Emma Algan                 | Divers droite (Rautahi)   | 944          | 2,43         |             |             |  |
|                | Tamatoa Doom               | Divers (No oe e te nunaa) | 934          | 2,41         |             |             |  |
|                | Louis Taata                | Divers                    | 734          | 1,89         |             |             |  |
|                | Henriette Kamia            | Divers droite (Fetia Api) | 569          | 1,47         |             |             |  |
|                | Antonio Perez              | Divers droite             | 542          | 1,4          |             |             |  |
|                | Raphael Taiaapu            | Divers                    | 295          | 0,76         |             |             |  |
|                | Teiva Manutahi             | Divers                    | 160          | 0,41         |             |             |  |
|                | Richard Vahatetua          | Divers                    | 0            | 0            |             |             |  |
|                |                            |                           |              |              |             |             |  |
| Inscrits       | Inscrits                   | Inscrits                  | 73 916       | 100,00       | 73 900      | 100,00      |  |
| Abstentions    | Abstentions                | Abstentions               | 34 694       | 46,94        | 29 454      | 39,86       |  |
| Votants        | Votants                    | Votants                   | 39 222       | 53,06        | 44 446      | 60,14       |  |
| Blancs et nuls | Blancs et nuls             | Blancs et nuls            | 408          | 1,04         | 1 051       | 2,36        |  |
| Exprimés       | Exprimés                   | Exprimés                  | 38 814       | 98,96        | 43 395      | 97,64       |  |

### Élections de 2012
| Inscrits                 | Inscrits                 | Inscrits                 | 59 491    |             |  |  |
| Abstentions              | Abstentions              | Abstentions              | 33 188    | 55,79 %     |  |  |
| Votants                  | Votants                  | Votants                  | 26 303    | 44,21 %     |  |  |
|                          |                          |                          |           |             |  |  |
| Bulletins enregistrés    | Bulletins enregistrés    | Bulletins enregistrés    | 26 303    |             |  |  |
| Bulletins blancs ou nuls | Bulletins blancs ou nuls | Bulletins blancs ou nuls | 498       | 1,89 %      |  |  |
| Suffrages exprimés       | Suffrages exprimés       | Suffrages exprimés       | 25 805    | 98,11 %     |  |  |
|                          |                          |                          |           |             |  |  |
|                          | Candidat                 | Parti                    | Suffrages | Pourcentage |  |  |
|                          | Jonas Tahuaitu           | DVD                      | 7 529     | 29,18 %     |  |  |
|                          | Philippe Neuffer         | REG                      | 6 281     | 24,34 %     |  |  |
|                          | Teiva Manutahi           | DLR                      | 2 654     | 10,28 %     |  |  |
|                          | Bruno Sandras            | UMP                      | 2 435     | 9,44 %      |  |  |
|                          | Tearii Alpha             | DVD                      | 1 954     | 7,57 %      |  |  |
|                          | Sandra Levy-Agami        | DVD                      | 1 303     | 5,05 %      |  |  |
|                          | Manea Tuahu              | DVD                      | 909       | 3,52 %      |  |  |
|                          | Clarenntz Vernaudon      | DVD                      | 672       | 2,6 %       |  |  |
|                          | Antonio Perez            | DVD                      | 512       | 1,98 %      |  |  |
|                          | Jimmy Panie              | DVD                      | 398       | 1,54 %      |  |  |
|                          | Hinano Tunoa             | DIV                      | 371       | 1,44 %      |  |  |
|                          | Antonio Soares-Pires     | DVD                      | 302       | 1,17 %      |  |  |
|                          | Jaros Otcenasek          | EELV                     | 297       | 1,15 %      |  |  |
|                          | Edouard Poroi            | DIV                      | 188       | 0,73 %      |  |  |

### Élections de 2017
|                                                                                        | |                          |                          |                          |                          |
|                                                                                        | | Premier tour 3 juin 2017 | Premier tour 3 juin 2017 | Second tour 17 juin 2017 | Second tour 17 juin 2017 |
|                                                                                        | |                          |                          |                          |                          |
|                                                                                        | | Nombre                   | % des inscrits           | Nombre                   | % des inscrits           |
| Inscrits                                                                               | Inscrits                                                                                                   | 66 705                   | 100,00                   | 66 706                   | 100,00                   |
| Abstentions                                                                            | Abstentions                                                                                                | 39 339                   | 58,97                    | 36 685                   | 55,00                    |
| Votants                                                                                | Votants | 27 366                   | 41,03                    | 30 021                   | 45,00                    |
|                                                                                        | |                          | % des votants            |                          | % des votants            |
| Bulletins blancs                                                                       | Bulletins blancs                                                                                           | 271                      | 0,99                     | 541                      | 1,80                     |
| Bulletins nuls                                                                         | Bulletins nuls                                                                                             | 276                      | 1,01                     | 995                      | 3,31                     |
| Suffrages exprimés                                                                     | Suffrages exprimés                                                                                         | 26 819                   | 98,00                    | 28 485                   | 94,88                    |
|                                                                                        | |                          |                          |                          |                          |
| Candidat Étiquette politique (partis et alliances)                                     | Candidat Étiquette politique (partis et alliances)                                                         | Voix                     | % des exprimés           | Voix                     | % des exprimés           |
|                                                                                        | |                          |                          |                          |                          |
|                                                                                        | Nicole Sanquer Divers droite (Tapura huiraatira - Union des démocrates et indépendants - Les Républicains) | 10 085                   | 37,60                    | 18 281                   | 64,18                    |
|                                                                                        | Teura Iriti Divers droite (Tahoeraa huiraatira)                                                            | 6 453                    | 24,06                    | 10 204                   | 35,82                    |
|                                                                                        | Valentina Hina dite Tina Ebb-Cross Régionaliste (Tavini huiraatira)                                        | 4 644                    | 17,32                    |                          |                          |
|                                                                                        | Tepuaraurii Teriitahi La République en marche                                                              | 3 508                    | 13,08                    |                          |                          |
|                                                                                        | Faana Taputu Divers gauche (Tau Hoturau)                                                                   | 701                      | 2,61                     |                          |                          |
|                                                                                        | Maire Grandin La France insoumise                                                                          | 356                      | 1,33                     |                          |                          |
|                                                                                        | Tati Salmon Écologiste (Heiura - Les Verts)                                                                | 274                      | 1,02                     |                          |                          |
|                                                                                        | Tom Tefaaroa Divers droite                                                                                 | 264                      | 0,98                     |                          |                          |
|                                                                                        | Miri Dubief Front national                                                                                 | 254                      | 0,95                     |                          |                          |
|                                                                                        | Yves Conroy Divers                                                                                         | 142                      | 0,53                     |                          |                          |
|                                                                                        | Pascal Pique Divers (Union populaire républicaine)                                                         | 138                      | 0,51                     |                          |                          |
| Source : Ministère de l'Intérieur - Deuxième circonscription de la Polynésie française | |                          |                          |                          |                          |

#### Cartes électorales

Résultats par communes ou îles au 1er tour.
Résultats par communes ou îles au 2e tour.

### Élections de 2022
| Candidat                 | Candidat                 | Parti et coalition       | Nuance                   | Premier tour | Premier tour | Second tour | Second tour |
| Candidat                 | Candidat                 | Parti et coalition       | Nuance                   | Voix         | %            | Voix        | %           |
| ------------------------ | ------------------------ | ------------------------ | ------------------------ | ------------ | ------------ | ----------- | ----------- |
|                          | Tepuaraurii Teriitahi    | Tapura (ENS)             | ENS                      | 8 660        | 33,24        | 13 947      | 41,1        |
|                          | Steve Chailloux          | Tavini (NUPES)           | REG                      | 7 506        | 28,84        | 19 978      | 58,9        |
|                          | Nicole Sanquer           | A here ia                | DVD                      | 4 548        | 17,31        |             |             |
|                          | Jonathan Tarihaa         | Amuitahiraa (UDC)        | DVD                      | 3 300        | 12,74        |             |             |
|                          | Sandra Lévy Agami        | Porineria a tu           | REG                      | 567          | 2,17         |             |             |
|                          | Charles Atger            | Te Nati                  | RN                       | 562          | 2,14         |             |             |
|                          | Pamela Otcenasek         | HMT                      | REG                      | 372          | 1,44         |             |             |
|                          | Tati Salmon              | Heiura                   | ECO                      | 355          | 1,34         |             |             |
|                          | Éric Zanni               | DLF (UPF)                | DSV                      | 123          | 0,47         |             |             |
|                          | Paul Bontour             | LFI diss.                | DXG                      | 86           | 0,32         |             |             |
|                          |                          |                          |                          |              |              |             |             |
| Votes valides            | Votes valides            | Votes valides            | Votes valides            | 26 079       | 98,38        | 33 925      | 97,88       |
| Votes blancs             | Votes blancs             | Votes blancs             | Votes blancs             | 210          | 0,79         | 337         | 0,97        |
| Votes nuls               | Votes nuls               | Votes nuls               | Votes nuls               | 220          | 0,83         | 397         | 1,15        |
| Total                    | Total                    | Total                    | Total                    | 26 509       | 100          | 34 659      | 100         |
| Abstention               | Abstention               | Abstention               | Abstention               | 40 717       | 60,57        | 32 601      | 48,47       |
| Inscrits / participation | Inscrits / participation | Inscrits / participation | Inscrits / participation | 67 226       | 39,43        | 67 260      | 51,53       |

#### Cartes électorales

Résultats par communes ou îles au 1er tour.
Résultats par communes ou îles au 2e tour.

### Élection de 2024
| Candidat                 | Candidat                 | Parti et coalition       | Nuance                   | Premier tour | Premier tour | Second tour | Second tour |
| Candidat                 | Candidat                 | Parti et coalition       | Nuance                   | Voix         | %            | Voix        | %           |
| ------------------------ | ------------------------ | ------------------------ | ------------------------ | ------------ | ------------ | ----------- | ----------- |
|                          | Nicole Sanquer           | AHIP (Amui Tatou)        | DVD                      | 12 986       | 49,09        | 17 838      | 55,88       |
|                          | Steve Chailloux          | Tavini (NFP)             | UG                       | 11 162       | 42,19        | 14 086      | 44,12       |
|                          | Tutu Tetuanu             | Te Nati                  | RN                       | 1 240        | 1,79         |             |             |
|                          | Tati Salmon              | Heiura                   | ECO                      | 1 047        | 1,51         |             |             |
|                          | Jules Tehuiarii Tara     | SE                       | DVD                      | 19           | 0,03         |             |             |
|                          |                          |                          |                          |              |              |             |             |
| Votes valides            | Votes valides            | Votes valides            | Votes valides            | 26 454       | 98,59        | 31 924      | 98,52       |
| Votes blancs             | Votes blancs             | Votes blancs             | Votes blancs             | 208          | 0,78         | 241         | 0,74        |
| Votes nuls               | Votes nuls               | Votes nuls               | Votes nuls               | 171          | 0,64         | 238         | 0,73        |
| Total                    | Total                    | Total                    | Total                    | 26 833       | 100          | 32 403      | 100         |
| Abstention               | Abstention               | Abstention               | Abstention               | 42 412       | 61,25        | 36 854      | 53,21       |
| Inscrits / participation | Inscrits / participation | Inscrits / participation | Inscrits / participation | 69 245       | 38,75        | 69 257      | 46,79       |

Le suppléant de Nicole Sanquer est Artigas Hatitio, maire de Rimatara.

#### Département de la Polynésie française
- « Tous les députés du département de la Polynésie française depuis 1789 », sur assemblee-nationale.fr, site de l'Assemblée nationale française (consulté le 10 juin 2007)

- « Informations contentieuses sur le département de la Polynésie française (Élections législatives de 2002) »(Archive.org • Wikiwix • Archive.is • Google • Que faire ?), sur conseil-constitutionnel.fr, site du Conseil constitutionnel (consulté le 13 juin 2007)

#### Circonscriptions en France
- « Carte des circonscriptions législatives en France », sur assemblee-nationale.fr, site de l'Assemblée nationale française (consulté le 20 juin 2007)

- « Résultats électoraux officiels en France »(Archive.org • Wikiwix • Archive.is • Google • Que faire ?), sur interieur.gouv.fr, site du Ministère de l'Intérieur (France) (consulté le 13 juin 2007)

- Description et Atlas des circonscriptions électorales de France sur http://www.atlaspol.com, Atlaspol, site de cartographie géopolitique, consulté le 13 juin 2007.